# Øhavsstien
Øhavsstien er en vandresti, der i sin hovedlinje går fra Lundeborg på Østfyn ned over Sydfyn og til Falsled på Vestfyn. Der er også et par afstikkere. Den ene går over Tåsinge til Langeland, hvor den endnu ikke er fuldt udbygget. Den anden går via Faaborg ned over Ærø.
Fra Lundeborg vandrer man først langs stranden, dernæst gennem Purreskoven op til Hesselagergård, hvorefter man skal ud over nogle marker, til man kommer til gå langs med Tange Å, inden man når frem til Broholm Gods, hvor man vandrer gennem studeriets jorde.
Bagom slottet går man gennem en ny skov, hvor man krydser den gamle jernbanelinje. Man kommer dernæst ud på Gudme Kohave, hvor man er nødt til at vandre på asfalt et par kilometer, fordi ingen lodsejere på dette sted ville afgive plads til formålet. Dernæst går det ned over Brudager Marker, hvor man til gengæld vandrer helt ind igennem en gårdsplads. Det er gæstevenligt.
Man fortsætter ned gennem Klingstrup Gods, forbi vindmøllerne og igennem en ny skov. Efter at have passeret Lillemøllen, går turen hele vejen langs Vejstrup Ådal og til sidst ind over en nyanlagt bro, som naboerne af og til blokerer, da de ikke er tilfreds med at folk skal gå på deres jorde.
Efter lidt asfaltgang igen, slinger stien sig gennem frugtplantagerne i Nøjsomheden, hvorefter man kommer forbi Steen Langes tidligere bolig, inden man når ud til kysten igen ved Skårupøre. Snart bliver man atter sendt ind i skoven, op over en stejl bakke og frem til Skovmøllen, hvor det atter går opad til udsigten på Huusumsvej.
Længere fremme peger skiltet direkte ud i en større sø, men nu er der efterhånden opstået en pænere sti udenom over brakmarken. Så går det igennem Hallingskoven, indtil man når frem til Christiansminde ved Svendborgsund.
Gennem Svendborg følger man kysten hele vejen frem til Kogtved, hvorpå man bliver dirigeret ind i skoven omkring det gamle jernbanespor til Faaborg, indtil man når Skovsbo. Så bliver man sendt ud over nogle marker, og ved Hvidkilde Gods følger man atter landevejen omkring en høj. Dernæst går man gennem Løvehaveskoven til Egebjerg Bakker, hvor møllen knejser på toppen.
Gennem Stågerupskoven kommer man tæt på nogle skotske højlandskvæg og tæt bag om Skjoldemose Gods. Ved Knarreborg Huse skal man over landevejen, forbi det gamle rådhus og gennem et villakvarter, inden man skal ned gennem Syltemaen Ådal, hvor det stærkt kan anbefales, at man har gummistøvler på.
Efter at have passeret campingpladsen, går det langs kysten helt til Fjællebroen. Herfra var det meningen, at man skulle gå over Nakkebølles jorde, men det vil den nuværende indehaver ikke have, så man må i stedet følge den lange omvej ad landevejen til Åstrup. Videre herfra går det over marker og gennem Enemærkeskoven til Holstenshus.
Via Diernæs og op over en bakke med en skøn udsigt, kommer man til den store skov ved Lerbjerg, som man skal op over inden man bliver sendt ud i de dejlige Svanninge Bakker. Dernæst går det forbi golfbanen og over en mark med vel mange mælkebøtter, så man får gule sko. Gennem to mindre skove og forbi Østrupgård. Endnu en lang skov skal gennemgås, inden man når op på toppen af Trebjerg, 128 meter over havets overflade. Herfra går det ned over diverse enge, til man havner i Falsled.